# Mémorial Charles-de-Gaulle
Das Mémorial Charles-de-Gaulle ist eine Gedenkstätte in Colombey-les-Deux-Églises im französischen Département Haute-Marne. Anhand der Person Charles de Gaulles (1890–1970) zeichnet es die wichtigsten historischen Ereignisse des 20. Jahrhunderts nach. Es wurde von der Charles-de-Gaulle-Stiftung und dem Generalrat des Départements für 22 Millionen Euro geschaffen und ersetzte das am 18. Juni 1972 eingeweihte General-de-Gaulle-Denkmal, das bis dahin eine kleine Ausstellung beherbergte und den Zugang zum monumentalen Lothringerkreuz kontrollierte.

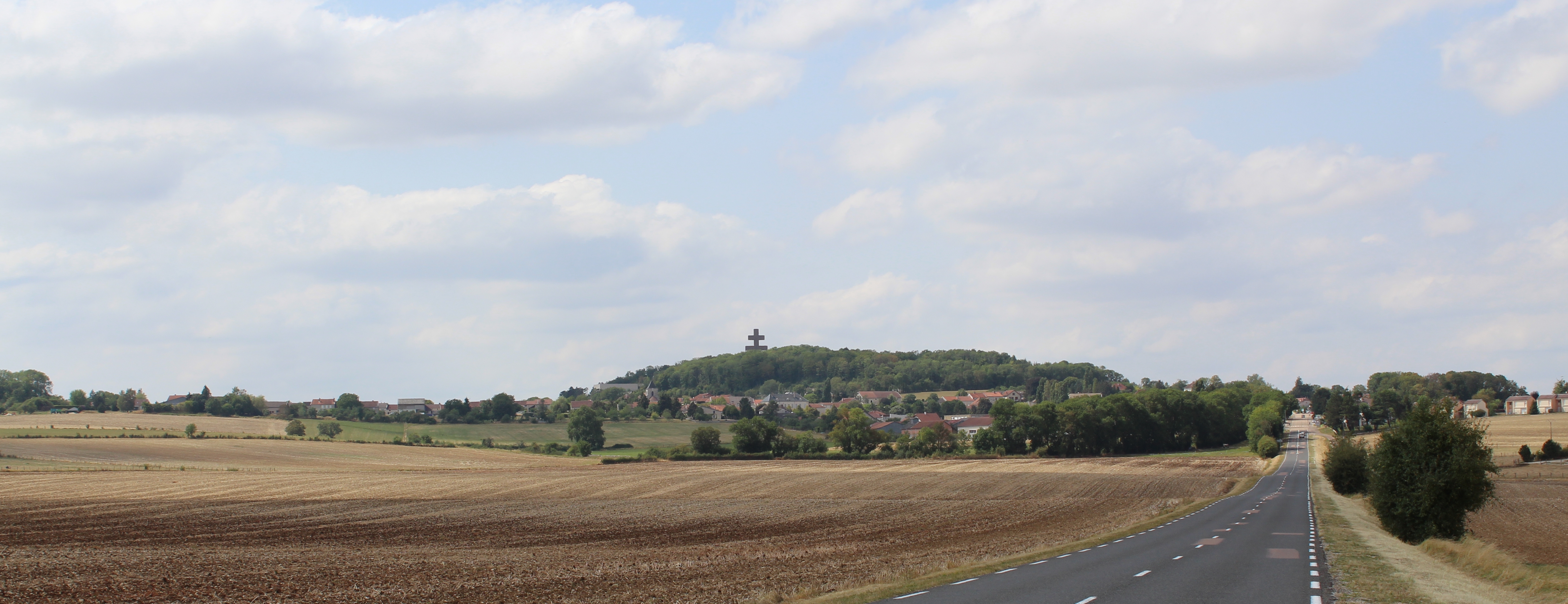
Colombey-les-Deux-Églises mit dem Lothringerkreuz

Der Grundstein der Charles-de-Gaulle-Gedenkstätte wurde am 9. November 2006 vom damaligen französischen Präsidenten Jacques Chirac gelegt. Am 11. Oktober 2008 wurde sie, 50 Jahre nach dem historischen Treffen zwischen de Gaulle und dem deutschen Bundeskanzler Konrad Adenauer in La Boisserie, durch Nicolas Sarkozy und Angela Merkel eingeweiht.
Vorsitzender der Gedenkstätte ist seit 2019 der Präsident des Départementrats Haute-Marne Nicolas Lacroix.